# Astronomia islâmica
Na história da astronomia, a astronomia islâmica ou astronomia árabe refere-se aos desenvolvimentos na astronomia realizadas no mundo islâmico, particularmente durante a Idade de Ouro Islâmica, e escritas em sua maior parte em árabe. Estes desenvolvimentos ocorreram primariamente no Oriente Médio, na Ásia Central, em Al-Andalus e no Norte da África, e posteriormente, na China e na Índia. Paralela aos desenvolvimentos realizados em outras áreas da ciência islâmica, quanto à assimilação de material estrangeiro. Estes desenvolvimentos foram significantes no desenvolvimento nas astronomias indiana, bizantina, europeias, chinesas, e maliana.